# Miguel Berchelt
Miguel Berchelt est un boxeur professionnel mexicain né le 17 novembre 1991 à Cancún.

## Carrière
Passé professionnel en 2010, il devient champion d'Amérique du Nord des poids super-plumes NABO en 2015 puis champion du monde WBC de la catégorie le 28 janvier 2017 après sa victoire par KO au 11e round contre son compatriote Francisco Vargas. Il conserve son titre le 15 juillet 2017 en battant aux points Takashi Miura.
Il défend une nouvelle fois son titre contre le ghanéen Maxwell Awuku le 10 février 2018 par arrêt de l'arbitre au 3e round puis contre Jonathan Victor Barros le 23 juin 2018, également au 3e round, et Miguel Roman par arrêt de l’arbitre au 9e round le 3 novembre 2018.
Miguel Berchelt poursuit sa série de victoires en battant par abandon au 6e round le 11 mai 2019 Francisco Vargas et par KO au 4e round le 2 novembre 2019 Jason Sosa. Il est en revanche battu le 20 février 2021 par Óscar Valdez par KO au 10e round.